# Castello di Drottningholm
Il castello di Drottningholm è la residenza della famiglia reale svedese, e nel 1991 è stato iscritto assieme al parco nell'elenco del patrimonio dell'umanità stilato dall'UNESCO.
La sua costruzione è iniziata nel 1662 sotto la direzione dell'architetto Nicodemus Tessin il Vecchio e l'edificio fu completato da suo figlio Nicodemus Tessin il Giovane. È chiaramente ispirato al castello di Versailles. Nel giardino, creato nel 1777, si trovano il padiglione cinese e il teatro Drottningholm che possiede tuttora l'arredamento completo ed il macchinario di scena originali del Settecento e nel quale vengono rappresentate sistematicamente opere liriche.

## Storia

### Origini
Il nome "Drottningholm" (che significa letteralmente "isolotto della regina") proviene dall'edificio originario in stile rinascimentale progettato da Willem Boy, un palazzo di pietra costruito da Giovanni III di Svezia nel 1580 per la sua regina Caterina Jagellona. Questo palazzo era stato preceduto da una villa reale chiamata Torvesund.
La regina reggente Edvige Eleonora comprò il castello nel 1661, un anno dopo essere divenuta vedova, ma esso bruciò completamente il 30 dicembre dello stesso anno. Edvige assunse il famoso architetto svedese Nicodemus Tessin il Vecchio per disegnare e riedificare il castello. Nel 1662 i lavori per la ricostruzione dell'edificio cominciarono. Nicodemus morì nel 1681 quando il castello era già quasi stato terminato. Suo figlio Nicodemus Tessin il Giovane continuò il suo lavoro e completò l'elaborato design degli interni.
Durante il periodo della ricostruzione, Edvige fu a capo del protettorato dell'ancora minorenne re, Carlo XI di Svezia, dal 1660 al 1672. La Svezia era cresciuta, divenendo una potente nazione dopo la pace di Vestfalia. La posizione della regina, in pratica la sovrana della Svezia, richiedeva una residenza imponente, situata convenientemente vicino a Stoccolma.
Sotto i regni di Carlo XI di Svezia e di Carlo XII di Svezia, numerose volte il palazzo accolse la corte reale; Carlo XI di Svezia vi si recava per cacciare, e dopo il 1700, Edvige Eleonora ospitò nuovamente la corte reale durante l'assenza di Carlo XII di Svezia impegnato nella grande guerra del Nord (1700-1721).

### XVIII secolo
Drottningholm servì regolarmente da residenza per la corte reale dal 1720 circa al 1792. Dopo la morte di Edvige Eleonora nel 1715, la regina Ulrica Eleonora di Svezia e il re Federico I di Svezia tennero la corte presso il palazzo fino al 1744. Il palazzo venne dato in dono alla principessa ereditaria e poi regina di Svezia Luisa Ulrica di Prussia nel 1744 quando sposò Adolfo Federico di Svezia, il quale divenne re di Svezia nel 1751. Durante il possedimento di Drottningholm da parte di Luisa gli interni del palazzo furono trasformati in un più sofisticato stile rococò francese. Luisa fu anche responsabile per la ricostruzione in grande stile del Teatro Drottningholm dopo che il più modesto edificio originario andò in fiamme nel 1762. Luisa Ulrica e il suo sposo continuarono a risiedere nel palazzo per tutta la durata del loro regno (1751-1771). Nel 1777 Luisa vendette Drottningholm allo stato svedese.
Mentre era proprietà dello stato re Gustavo III di Svezia, figlio di Luisa, abitò nel palazzo con la sua corte. Sotto il regno di Gustavo III, il palazzo visse i suoi giorni più grandiosi e venne utilizzato come residenza estiva, in cui veniva rappresentata una cerimoniosa vita di corte. Le corti di Gustavo IV Adolfo di Svezia, che regnò dal 1792 al 1809, e di Carlo XIII di Svezia, che regnò dal 1809 al 1818, usarono il palazzo molto sporadicamente. Nel 1797 Federica di Baden vi fu qui celebrata con grandi festeggiamenti e nel 1809 sempre qui il deposto re venne tenuto prigioniero, nel Padiglione Cinese, per undici giorni.

### XIX secolo
Per molto del XIX secolo il palazzo venne ignorato, cominciando così la sua decadenza. Durante il regno di Carlo XIV Giovanni di Svezia (1818-1844), il palazzo fu abbandonato. Il re lo considerava un simbolo della vecchia dinastia, e Drottningholm venne lasciato in disuso. Gli edifici furono gravemente danneggiati dalle forze della natura ed i loro inventari vennero portati via o venduti all'asta.
Fu a quanto pare aperto al pubblico per la prima volta durante questo periodo: un tour è menzionato nel 1819 e il parco venivano utilizzato dalla gente per farvi dei picnic. Occasionalmente i terreni ospitavano eventi pubblici, come l'onomastico di Giuseppina di Leuchtenberg, che vi venne qui celebrato a partire dal 1829 nel mese d'agosto, oppure il ricevimento di ospiti stranieri, come con Giuseppina stessa quando arrivò per la prima volta in Svezia nel 1823 o la visita dello zar Nicola I di Russia.
Vi furono però alcuni cambiamenti sotto il regno di Oscar I di Svezia. Oscar si interessò delle sorti del palazzo ed evitò la sua demolizione facendo compiere le prime riparazioni nel 1846. Vi furono qui tenute celebrazioni pubbliche come l'accoglienza nel 1856 per gli studenti panscandinavi, e nel 1858 il futuro Gustavo V di Svezia nacque nel palazzo. Carlo XV di Svezia fu indifferente ad esso e non lo utilizzò affatto, ma Oscar II di Svezia continuò invece le riparazioni.
Sia Oscar I sia Oscar II furono criticati per aver modernizzato il palazzo e per averlo adeguato alla moda dell'epoca piuttosto che riportarlo alla sua condizione originaria, e non fu fino al regno di Gustavo V che il palazzo e i dintorni non vennero ricostruiti con i loro aspetti del XVIII secolo. Nel 1907 un importante restauro di quattro anni cominciò a ripristinare il palazzo al suo primo stato, dopo il quale la corte reale iniziò di nuovo ad utilizzarlo regolarmente. 
Dal 1981 è la residenza permanente della famiglia reale svedese che occupa l'ala sud. Gran parte del castello e del parco sono aperti tutto l'anno ai visitatori.

## Il castello

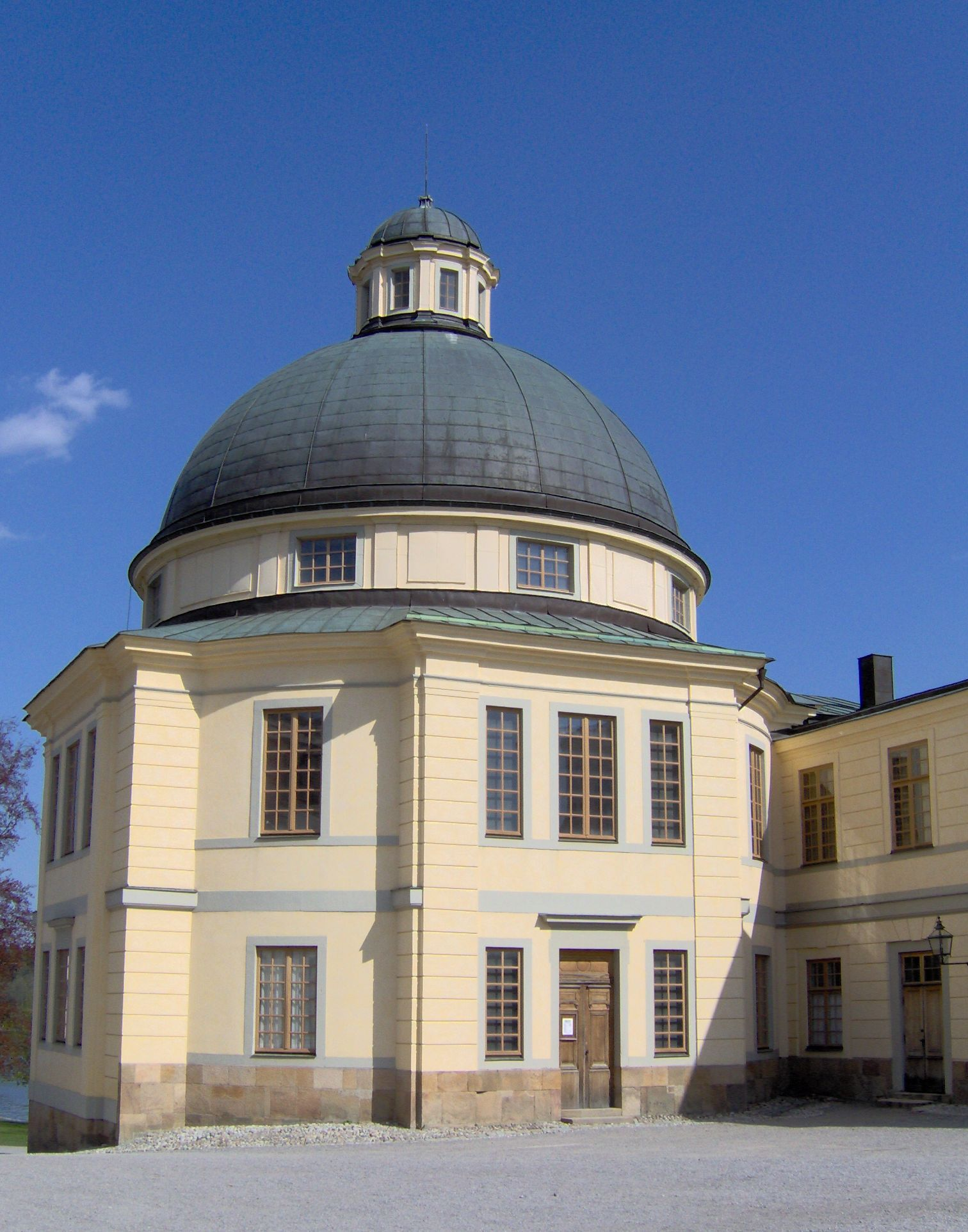
La chiesa del castello.

Il castello ed i suoi terreni hanno visto molti rinnovamenti, modifiche e aggiunte negli ultimi 400 anni. La più grande ristrutturazione svoltasi tra il 1907 e il 1913, in cui sono state installate o aggiornate le linee di elettricità, riscaldamento, fognature, acqua, ed il tetto del castello è stato sostituito. 
Durante un periodo di 20 anni che inizia intorno al 1977, diverse aree principali del palazzo sono state restaurate e ricostruite. La biblioteca e la sala nazionale hanno ricevuto molta attenzione e per questo è stato installato un impianto di protezione antincendio in tutto il palazzo. Nel 1997 è iniziato il lavoro per pulire e ricostruire le pareti esterne. Questo è stato completato nel 2002. 

### La chiesa del castello
La chiesa fu progettata ed eretta da Nicodemus Tessin il Vecchio. Fu completata da suo figlio nel maggio del 1746. È ancora oggi utilizzata dalla parrocchia di Lovön, che vi celebra l'ultima domenica di ogni mese. All'interno della chiesa del castello è ancora in uso un organo Cahman del 1730. Un altro elemento degno di nota è l'arazzo tradizionale della chiesa realizzato da Gustavo V di Svezia. Il fonte battesimale è stato realizzato dall'orafo francese Ambroise-Nicolas Cousinet.

### Il teatro del castello

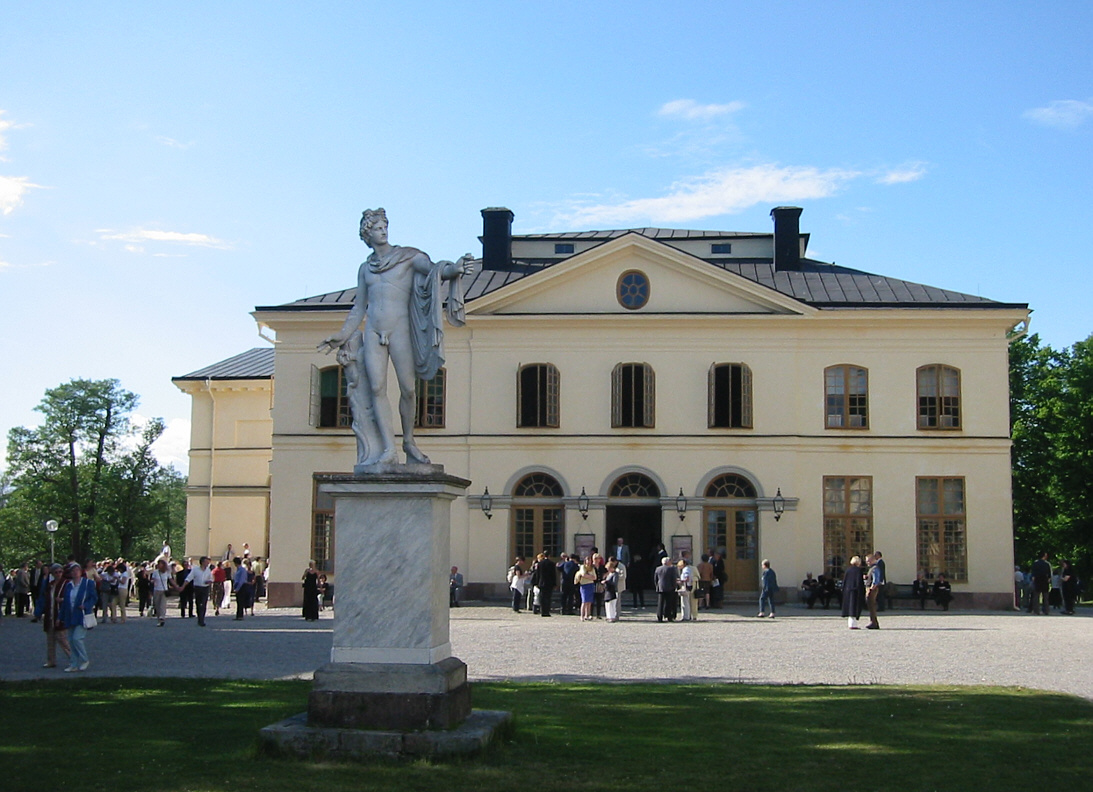
Il teatro

Il teatro del castello di Drottningholm è il teatro dell'opera situato al palazzo.
È ancora in uso, ed i suoi festival d'opera d'estate sono molto popolari. A volte si esibisce la compagnia reale svedese dell'Opera.

### Il padiglione cinese

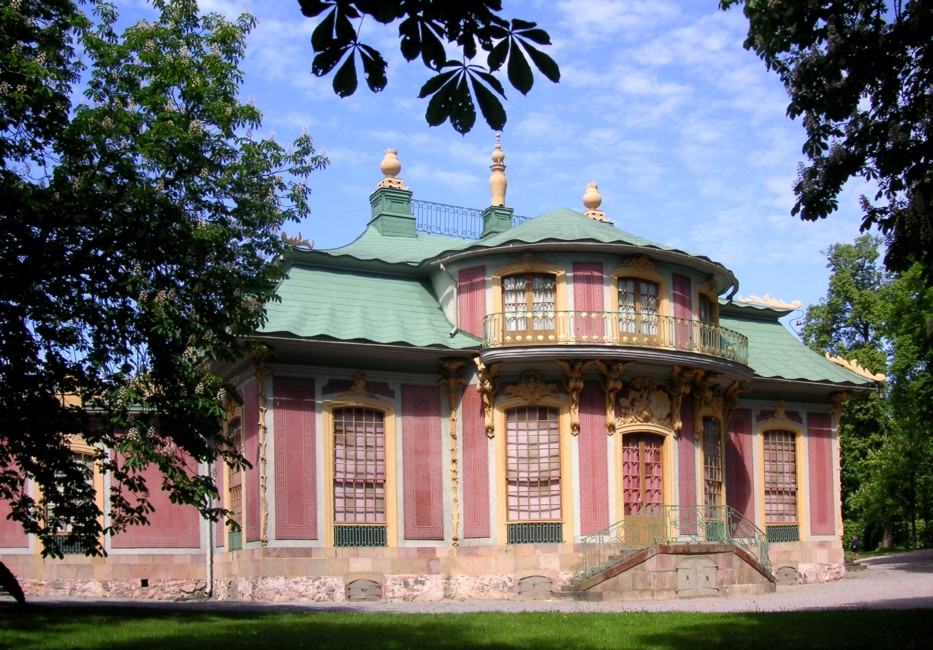
Il padiglione cinese.

Il padiglione cinese, situato nel parco del parco castello di Drottningholm, è un padiglione reale ispirato allo stile cinese costruito tra il 1763 e il 1770. Il padiglione fu un regalo di compleanno del re Adolfo Federico per la moglie Luisa Ulrica di Prussia, molto apprezzato data la moda in quegli anni per l'arte orientale.

## I giardini
I giardini e le aree del parco che circondano il castello ed i suoi edifici sono una delle principali attrazioni per i turisti che visitano il palazzo ogni anno. I giardini sono stati costruiti in diverse fasi da quando il castello è stato costruito ottenendo come risultato che parchi e giardini hanno stili diversi.

### Il giardino barocco

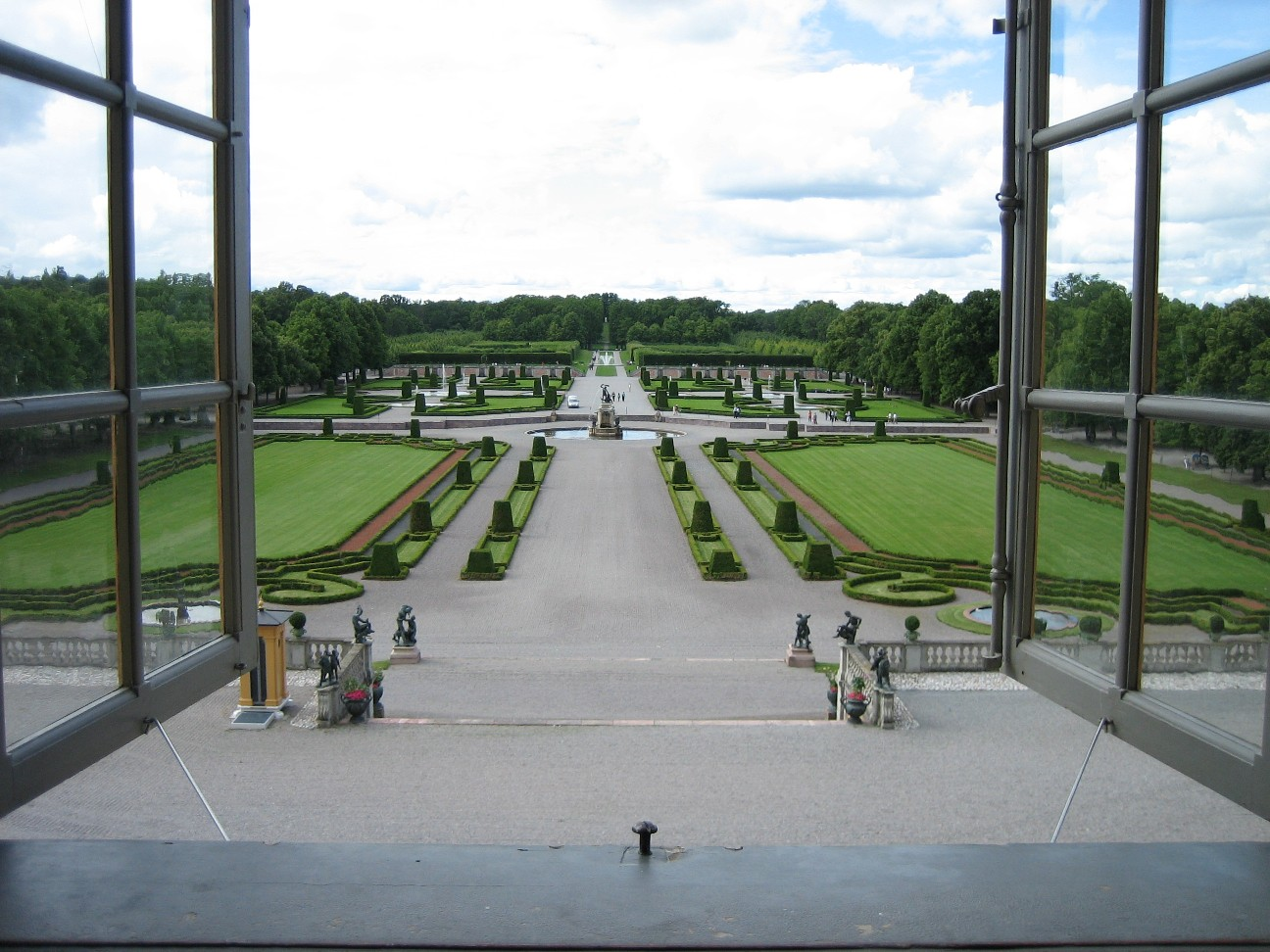
Panoramica del giardino barocco, vista dal palazzo

La parte più antica dei giardini è stata creata alla fine del XVII secolo sotto la direzione di Hedwig Eleonora. Padre e figlio Tessin hanno guidato il progetto che ha creato un giardino barocco proprio fuori dal palazzo principale, fiancheggiato da spessi alberi. Le molte statue sparse in quest'area sono state create dall'artista Adrian de Vries. Il giardino barocco è stato trascurato insieme al resto del parco durante il XIX secolo, ma è stato restaurato negli anni cinquanta e sessanta su iniziativa di Gustavo VI Adolfo di Svezia.

### Il giardino inglese

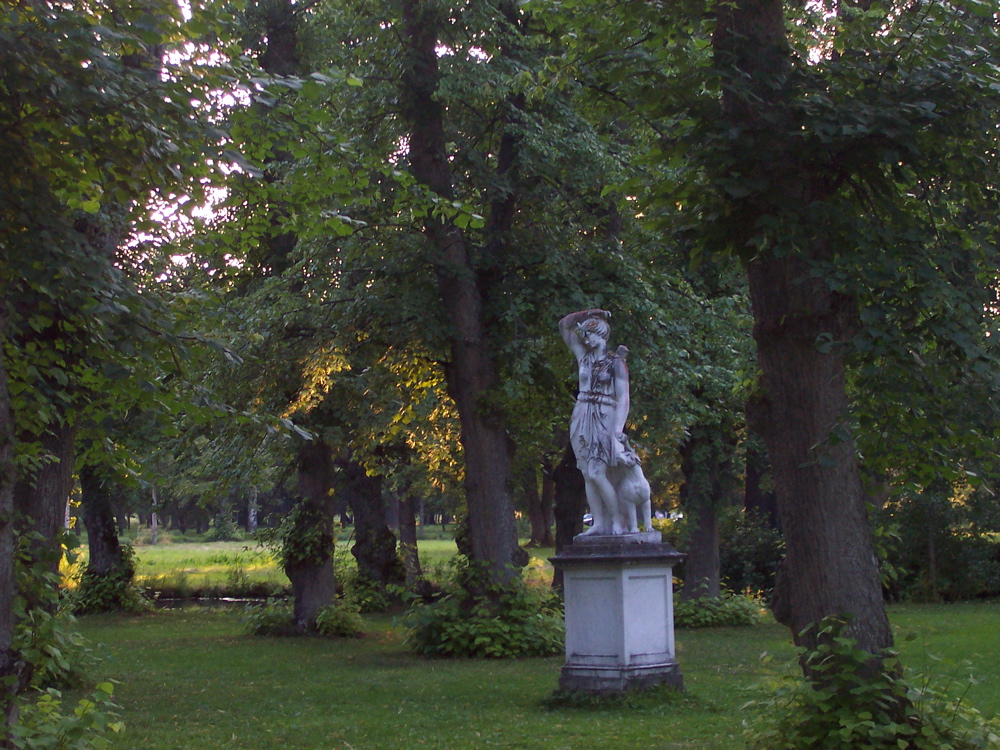
Statua di Diana.

Gustavo III di Svezia ha preso l'iniziativa per quella che a volte è chiamata la sezione inglese del giardino di Drottningholm. Si trova a nord del giardino barocco e consiste di due stagni con canali, ponti, grandi sezioni aperte d'erba e alberi in gruppi o viali. I passaggi sono dislocati in tutta questa grande parte del parco. In questa zona si possono vedere "viste", linee di vista chiare che sono intenzionalmente costruite per attirare l'occhio 
su una particolare visione. 
La maggior parte delle antiche statue in marmo in tutto il giardino sono state acquistate da Gustav III dall'Italia. Lo scopo delle statue è quello di sorprendere un visitatore dal loro aspetto inaspettato in una zona verde, o come punto focale per una vista.

## Patrimonio Mondiale dell'UNESCO

Il marchio di Patrimonio mondiale dell'umanità

Il castello è un Patrimonio mondiale dell'umanità dell'UNESCO, soprattutto a causa del Teatro Drottningholm Palace e del padiglione cinese. È stato aggiunto all'elenco nel 1991. Il commento dell'UNESCO è stato:
(UNESCO)

## Galleria d'immagini

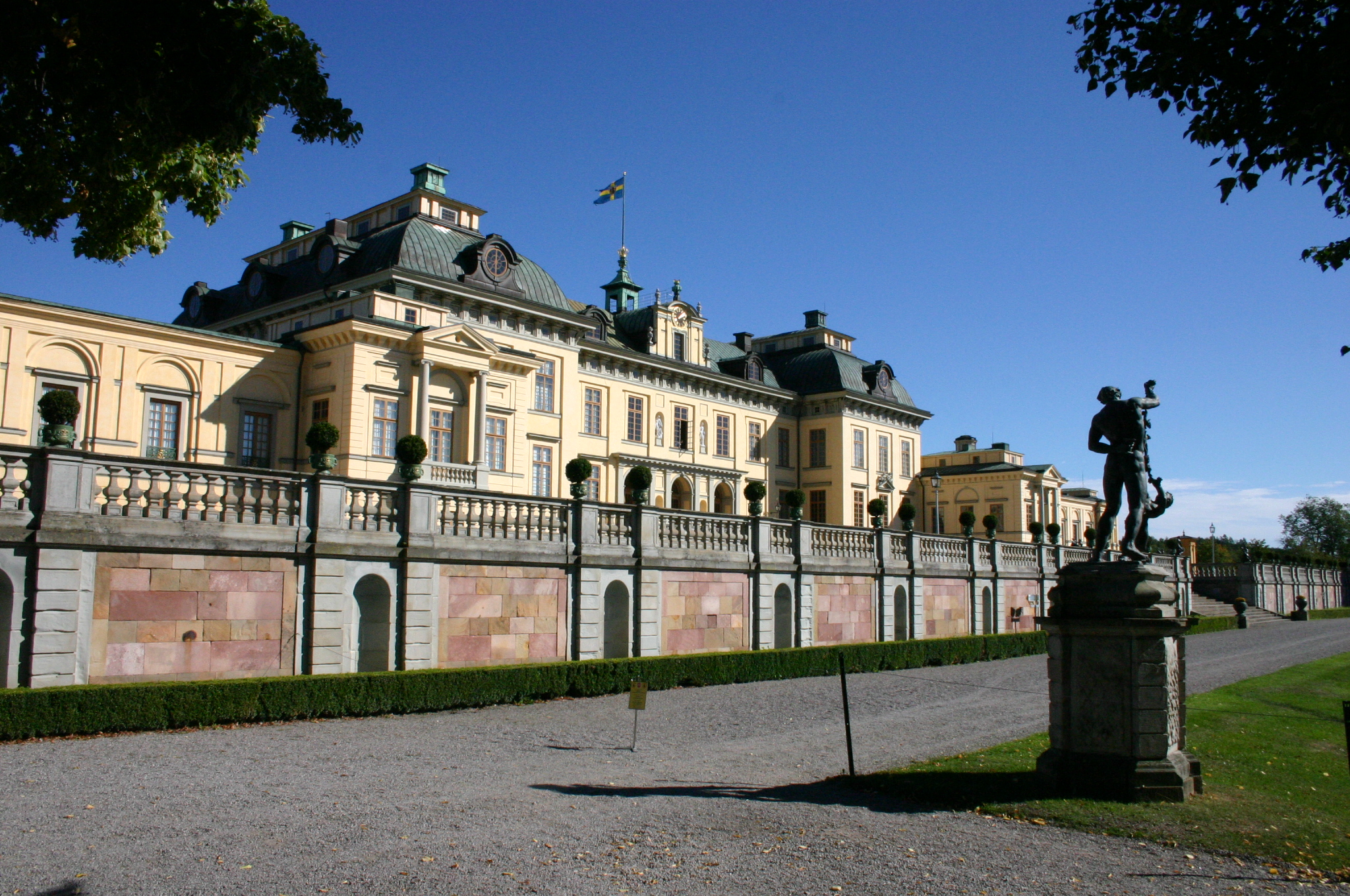
Il retro del castello di Drottningholm
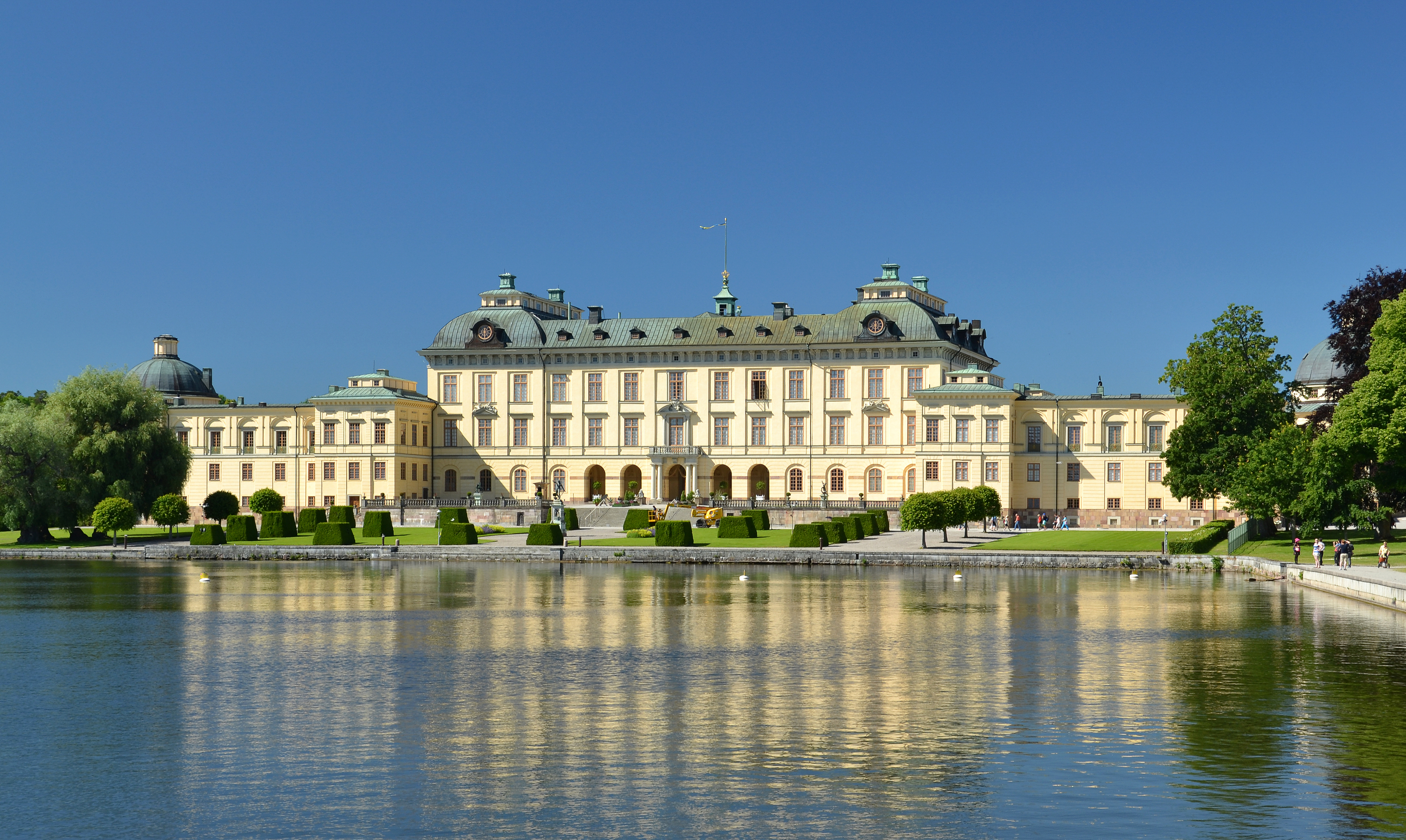
Facciata orientale
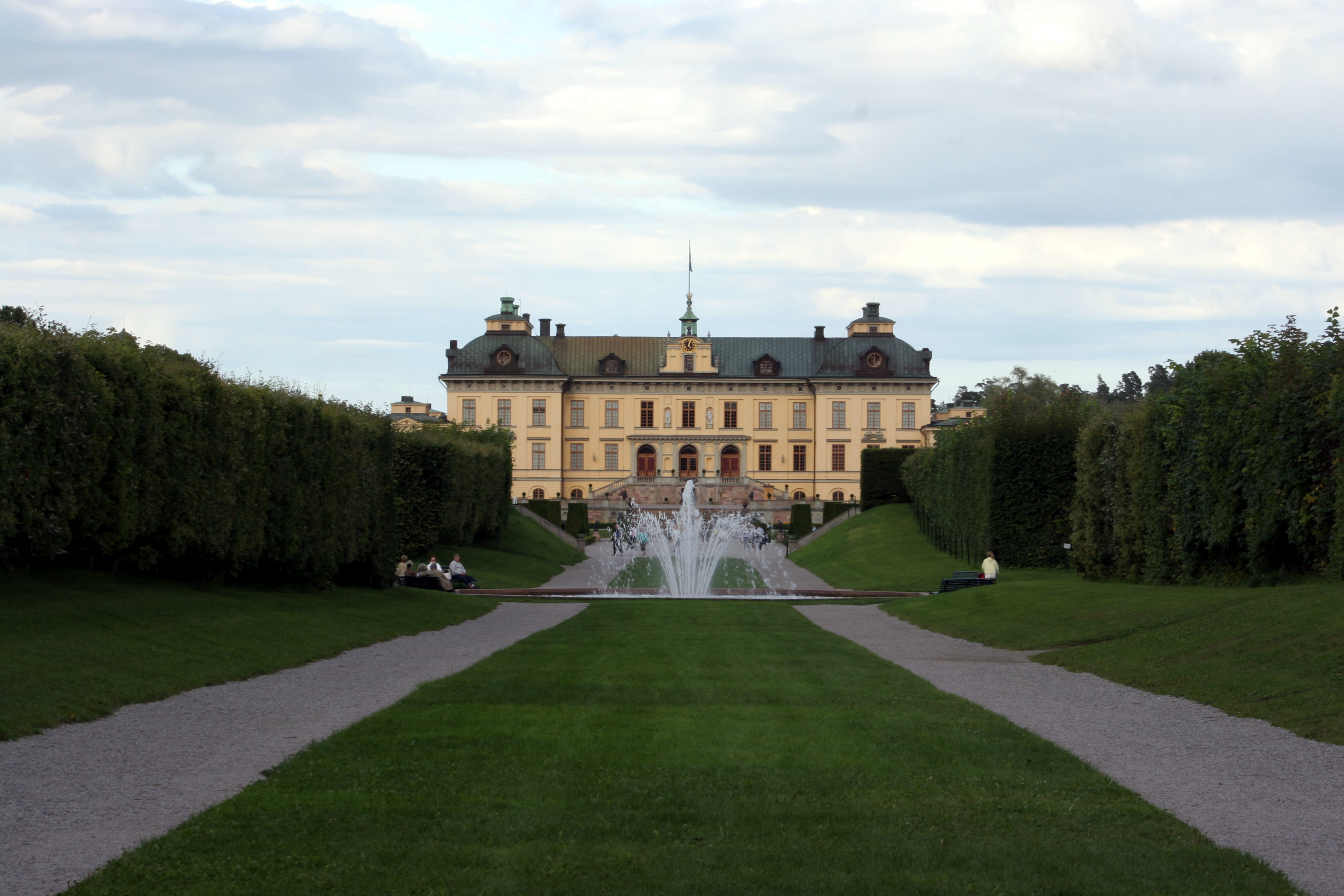
Viale di fronte al palazzo
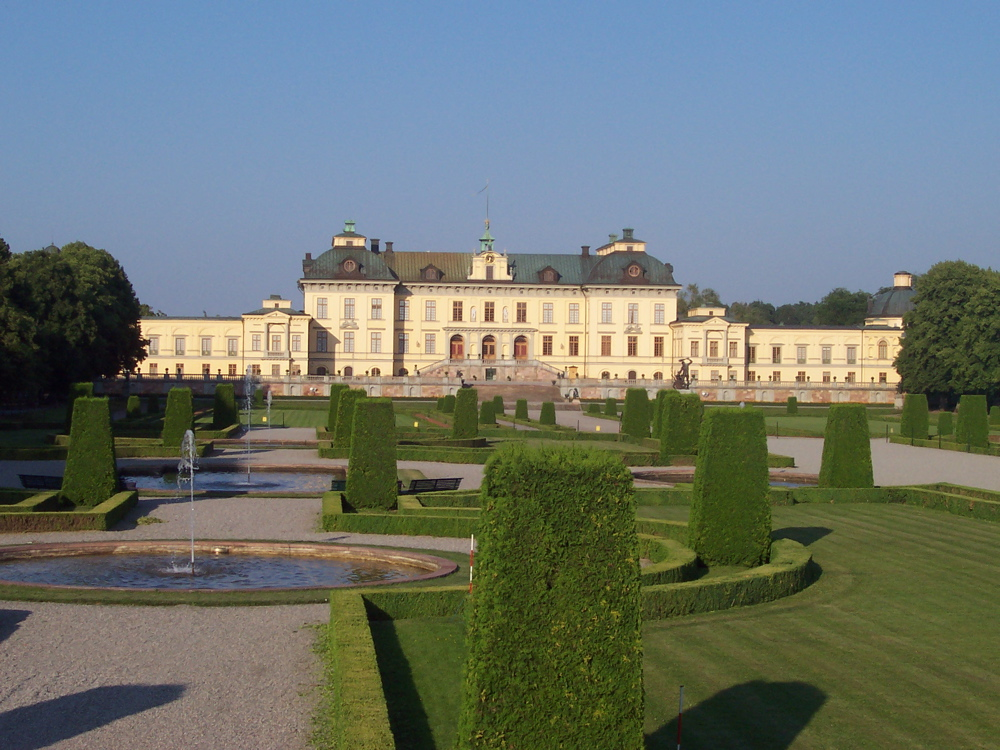
Le linee rigorose del giardino barocco
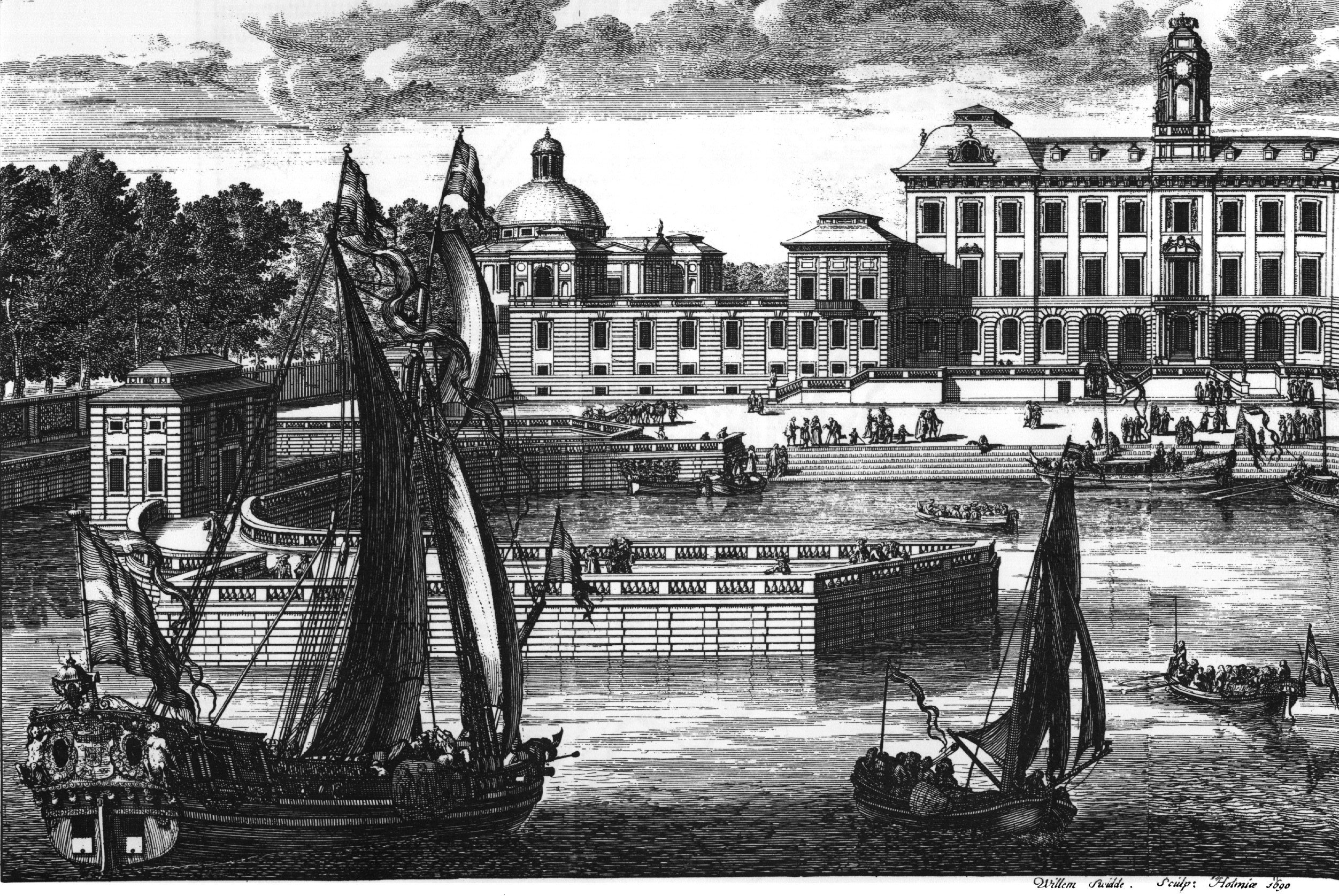
Incisione del 1700
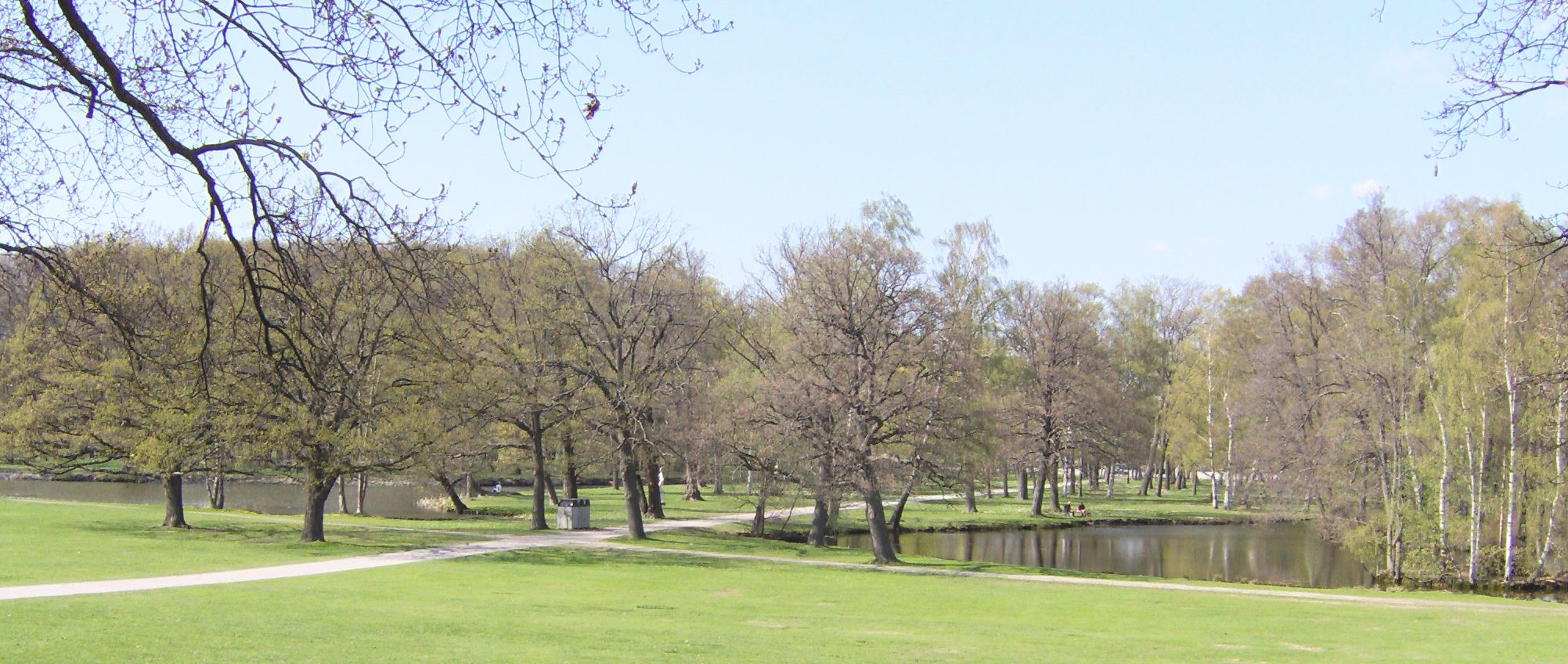
Giardino inglese
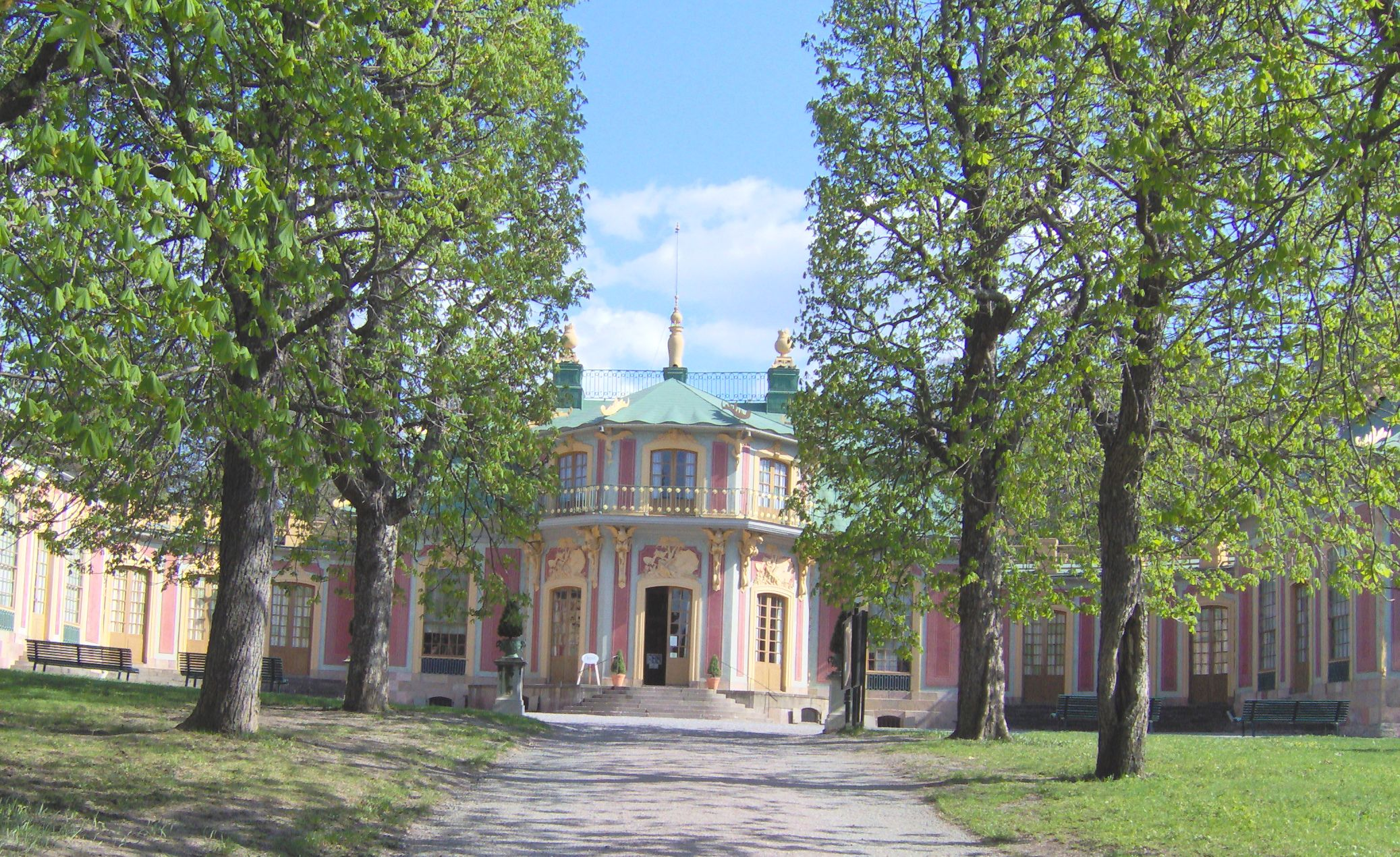
Padiglione cinese
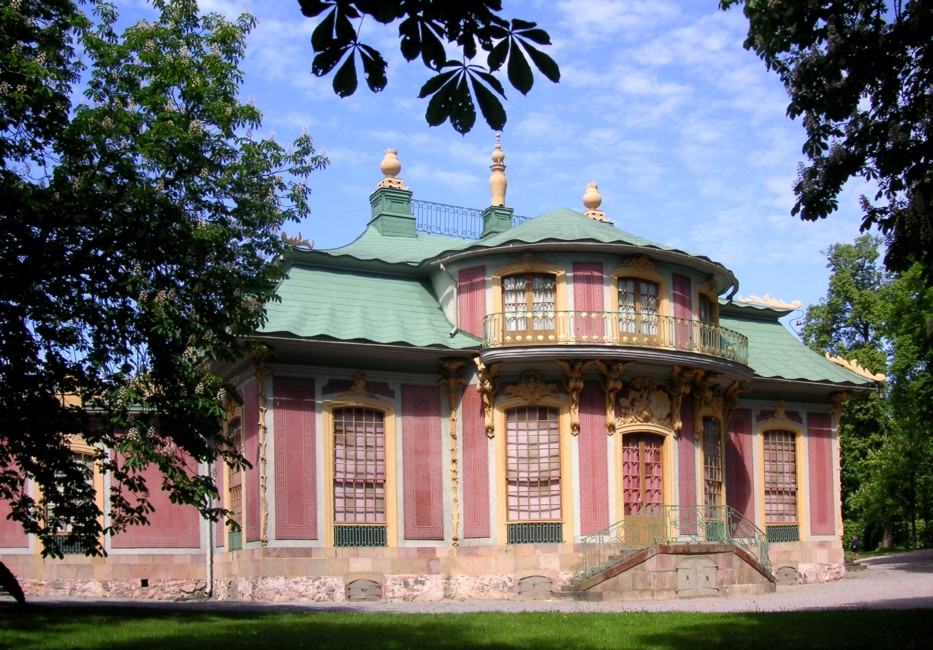
Padiglione cinese (Kina Slott)
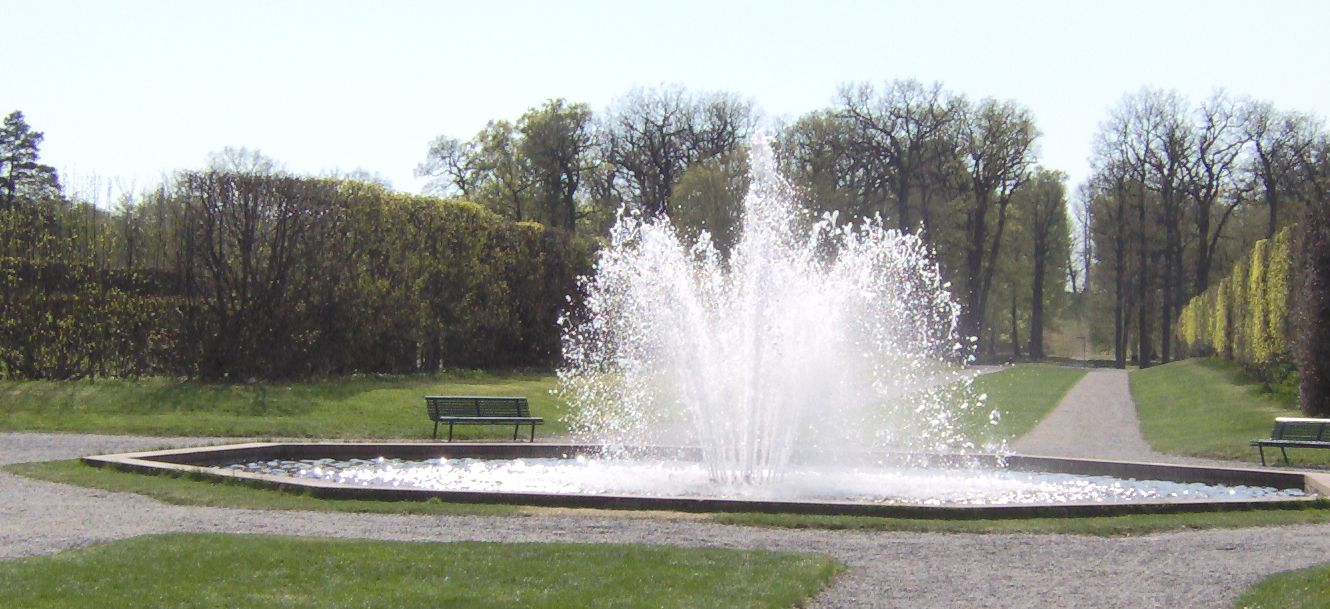
Fontana